# Mychal Kendricks
Marvin Mychal-Christopher Kendricks (ur. 28 września 1990 we Fresno) – amerykański zawodnik futbolu amerykańskiego, występujący na pozycji linebackera. Od 2012 roku zawodnik Philadelphia Eagles, grającego w lidze NFL.

## Szkoła średnia
Kendricks uczęszczał do Hoover High School w rodzinnym Fresno. Występował w jej drużynie futbolowej, będąc jednym z jej najlepszych zawodników.

## College
Zawodnik uczęszczał do University of California od 2008 roku do 2011. Zakończył karierę uniwersytecką z 259 zatrzymaniami, co plasuje go na dziewiątym miejscu w historii swojej uczelni, czterema przechwytami, z czego po jednym zdobył przyłożenie po akcji powrotnej i 13,5 sack. Przez większość uniwersyteckiej kariery Kendricks występował na pozycji zewnętrznego linbackera, a w ostatnim sezonie występów zmienił pozycję na środkowego drugiej linii. W ostatnim roku występów w rozgrywkach uniwersyteckich zawodnik został wybrany najlepszym zawodnikiem defensywnym roku w konferencji Pacific-12 Conference. Wyróżnienie to zdobył dzięki zanotowaniu 106 zatrzymań, trzech sacków oraz dwóch przechwytów.

## NFL

### Draft
| Wzrost             | Waga   | Zasięg ramion | Sprint na 40 jardów | Międzyczas sprintu na 10 jardzie | Międzyczas sprintu na 20 jardzie | Bieg wahadłowy | 3 stożki | Pionowy skok | Skok w dal | Wyciskanie sztangi |
| ------------------ | ------ | ------------- | ------------------- | -------------------------------- | -------------------------------- | -------------- | -------- | ------------ | ---------- | ------------------ |
| 180 cm             | 108 kg | 80,3 cm       | 4,47 s              |                                  |                                  | 4,19 s         | 6,68 s   | 1 m          | 3,23 m     | 24 powtórzenia     |
| Dane z NFL Combine |        |               |                     |                                  |                                  |                |          |              |            |                    |

Kendricks był uważany za jednego z najlepszych zawodników na pozycji środkowego linebackera, którzy przystąpili do draftu. Według strony NFL Draft Scout został sklasyfikowany na trzecim miejscu na swojej pozycji.  Został wybrany w drugiej rundzie (46 wybór) draftu NFL w roku 2012 przez zespół Philadelphia Eagles.

### Philadelphia Eagles
Z drużyną z Filadelfii podpisał czteroletni kontrakt 8 maja 2012. Od początku występów w nowym zespole został umieszczony w jego podstawowym składzie. W NFL zadebiutował 8 września 2012 roku meczem przeciwko Cleveland Browns, który zakończył się wygraną drużyny Eagles, a Kendricks zanotował w nim pięć zatrzymań, co wraz z czterema innym zawodnikami zespołu było najlepszym wynikiem.

## Życie prywatne
Futbolista jest synem Marvina Kendricksa i Yvonne Thagon. Ma trzech braci, z których każdy uprawiał futbol. Jego ojciec pojawił się jako jeden z zawodników na obozie treningowym drużyny Philadelphia Eagles w roku 1972.